# Jill Talley

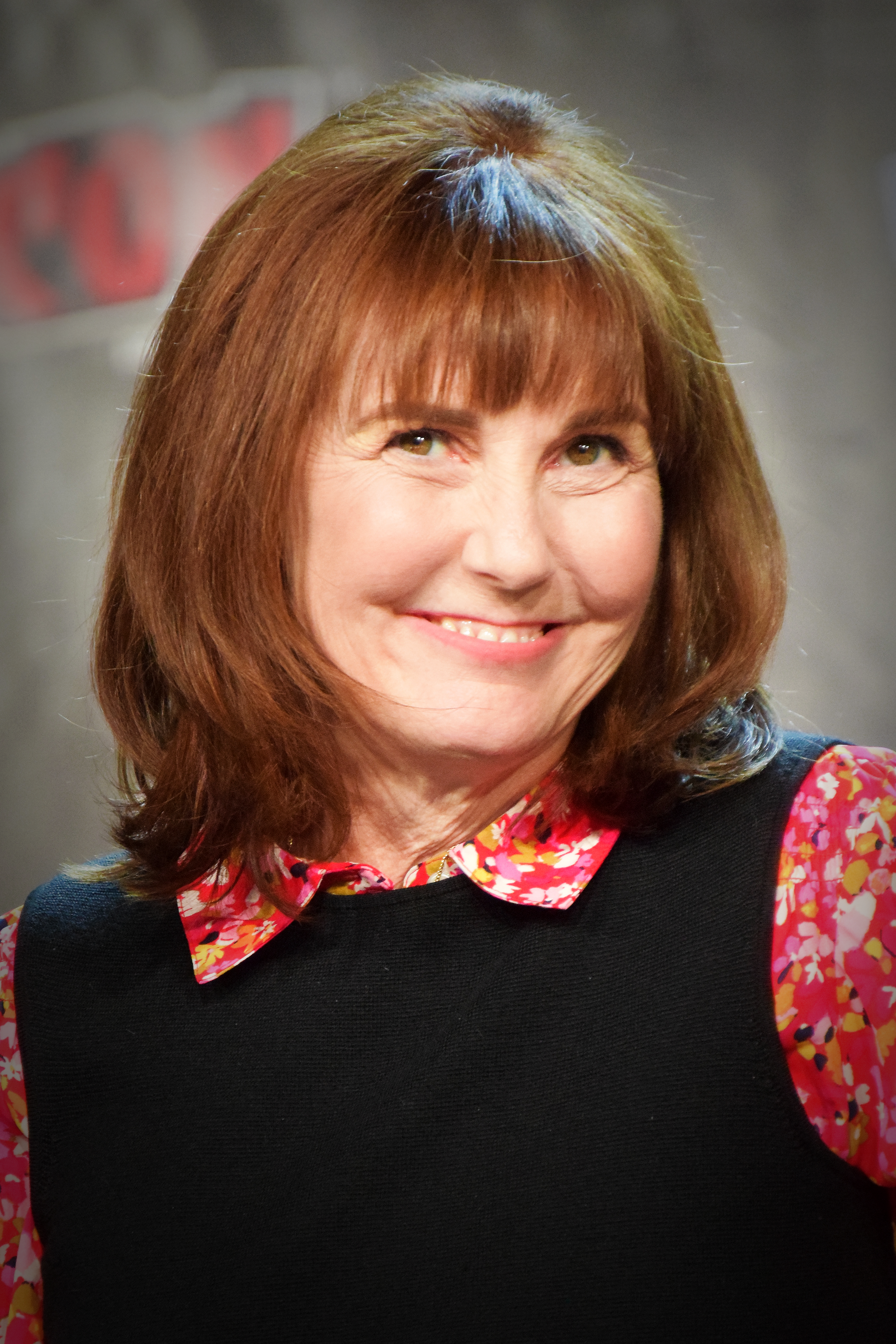
Jill Talley (2022)

Jill Talley (* 19. Dezember 1962 in Chicago, Illinois) ist eine US-amerikanische Schauspielerin und Synchronsprecherin.

## Karriere
Talley trat ab 1982 in Improvisationskomödien in Chicago am Improv Institute und mit der Theatergruppe The Second City auf. Sie und ihr Mann, Tom Kenny, waren beide Mitglieder der kultigen, kurzlebigen Fox-Network-Sketch-Comedy-Show The Edge (1992–1993) und Mr. Show (1995–1998). Die beiden waren 1996 im Video zu Tonight, Tonight der Band The Smashing Pumpkins als Ehepaar zu sehen, das Flitterwochen auf dem Mond macht.
Als Synchronsprecherin lieh Talley u. a. Karen, einer Antagonistin in SpongeBob Schwammkopf, sowie mehreren Charakteren in Camp Lazlo ihre Stimme. Sie synchronisiert auch Sarah Dubois in der Adult-Swim-Serie The Boondocks oder Maja in Adventure Time, Nutri Ventures.
Seit dem Erfolg von Mr. Show verkörperte Talley auch Nebenrollen in mehreren Filmen, unter anderem in Little Miss Sunshine und Sky High – Diese Highschool hebt ab!, in letzteren mit ihrem Mann.

## Privatleben
Talley lernte Tom Kenny 1992 während der Arbeit an The Edge kennen. Sie heirateten 1995 und haben zwei Kinder, Mack (* ca. 1997) und Nora (* 2003).

## Filmografie
- 1992–1993: The Edge (TV-Serie, 19 Folgen)
- 1994: Ellen (TV-Serie, eine Folge)
- 1996: Nachtschicht mit John (The John Larroquette Show) (TV-Serie, eine Folge)
- 1996/1007: Seinfeld (TV-Serie, zwei Folgen)
- 1998: Jackpot – Krach in Atlantic City (Sour Grapes)
- 2006: Little Miss Sunshine
- 2009: World’s Greatest Dad

## Synchronisation
- seit 1999: SpongeBob Schwammkopf (SpongeBob SquarePants) (TV-Serie)
- 2000–2019: Powerpuff Girls (The Powerpuff Girls) (TV-Serie)
- 2004: Der SpongeBob Schwammkopf Film (The SpongeBob Squarepants Movie)
- 2015: SpongeBob Schwammkopf 3D (The SpongeBob Movie: Sponge Out of Water)
- seit 2016: Willkommen bei den Louds (The Loud House) (TV-Serie)
- 2019: Rockos modernes Leben: Alles bleibt anders (Rocko’s Modern Life: Static Cling)
- 2020: SpongeBob Schwammkopf: Eine schwammtastische Rettung (The SpongeBob Movie: Sponge on the Run)
- 2021: Willkommen bei den Louds – Der Film (The Loud House Movie)
- 2024: Rettet Bikini Bottom: Der Sandy Cheeks Film (Saving Bikini Bottom: The Sandy Cheeks Movie)
- 2025: Plankton: Der Film (Plankton: The Movie)